# Aesalus
Aesalus es un género de coleóptero de la familia Lucanidae.

## Especies
- Aesalus asiaticus
- Aesalus gaoligongshanus
- Aesalus himalayicus
- Aesalus imanishii
- Aesalus neotropicalis
- Aesalus saburoi
- Aesalus satoi
- Aesalus scarabaeoides
- Aesalus sichuanensis
- Aesalus smithi
- Aesalus trogoides
- Aesalus ulanowskii
- Aesalus zhejiangensis